# The Amazing Pudding (rivista)
The Amazing Pudding è stata una fanzine dedicata al gruppo musicale britannico Pink Floyd e ai suoi membri, pubblicata dal 1983 al 1993. La testata deriva la sua denominazione dal titolo provvisorio di una composizione del gruppo che venne invece poi pubblicata come Atom Heart Mother nell'album omonimo.

## Storia
La rivista venne pubblicata e distribuita autonomamente per dieci anni e 60 numeri e venne fondata da Ivor Trueman che ne ha curato la pubblicazione per i primi 17 numeri nel 1983 e da altri come Andy Mabbett (numeri 2–60, 1983–1993), Bruno MacDonald (numeri 24–60, 1987–1993) e Dave Walker (numeri 13–60, 1993).